# Don't Breathe 2
Don't Breathe 2  (bra: O Homem nas Trevas 2; prt: Nem Respires 2) é um thriller de terror americano de 2021 dirigido por Rodo Sayagues em sua estreia na direção, a partir de um roteiro que ele co-escreveu com Fede Álvarez, diretor do primeiro filme, O Homem Nas Trevas, de 2016. A sequência é produzida por Álvarez, Sam Raimi e Robert Tapert, e estrelado por Stephen Lang, reprisando seu papel como Norman Nordstrom / "O Homem Cego", com Brendan Sexton III e Madelyn Grace nos papéis coadjuvantes.
Após o sucesso comercial e critico do primeiro filme, as conversas para uma sequência começaram em novembro de 2016, com Álvarez pronto para retornar como diretor do filme. Em janeiro de 2020, o projeto recebeu luz verde do estúdio, com Sayagues substituindo Álvarez como diretor e Lang reprisando seu papel. A fotografia principal começou em 7 de agosto de 2020, em Belgrado, Sérvia, e terminou em 8 de outubro de 2020.
O Homem Nas Trevas 2 foi lançado nos Estados Unidos em 13 de agosto de 2021 pela Sony Pictures Releasing . O filme arrecadou US $ 35 milhões em todo o mundo e recebeu avaliações mistas da crítica.

## Enredo
Oito anos após os eventos do primeiro filme, o veterano cego dos Navy Seals Norman Nordstrom mora com Phoenix, de 11 anos, e seu Rottweiler, Shadow, em um subúrbio de Detroit. Norman diz a Phoenix que sua mãe biológica morreu em um incêndio em sua antiga casa.
Hernandez, a única ligação de Norman com a sociedade, convence Norman a deixar Phoenix acompanhá-la em uma missão na cidade para passar algum tempo fora de casa. Um gangster tenta abduzir Phoenix, mas é assustado por Shadow. A gangue segue a van de Hernandez de volta à casa de Norman, onde esperam que Hernandez deixe Phoenix, para matá-la quando ela for embora. Eles atraem Shadow e o matam. Quando Norman sai para procurar Shadow, a gangue invade para sequestrar Phoenix. Uma luta começa entre Norman e a gangue, quando o líder da gangue, Raylan, diz a Phoenix que ele é seu pai verdadeiro, confirmando isso ao mostrar que ambos têm uma mecha de cabelo branco.
É revelado que a casa de Phoenix pegou fogo após uma explosão de um laboratório de metanfetamina no porão, e Raylan estava preso por oito anos. Norman encontrou Phoenix inconsciente nos destroços e a levou para casa para ocupar o lugar de sua filha morta. Após a liberação, Raylan viu Phoenix viva quando ela deixou flores no memorial de sua mãe. Phoenix é nocauteada por um gangster. Raylan manda seu próprio cachorro matar Norman, que prende o animal no sótão. A gangue incendeia a casa e sai com Phoenix. Norman faz amizade com o cão enquanto eles escapam juntos e o cão o leva para o esconderijo da gangue no hotel.
No hotel, Raylan revela que o verdadeiro nome de Phoenix é Tara, e a apresenta para sua mãe, que está viva, mas com uma doença terminal. Ela explica que provocou a explosão enquanto cozinhava metanfetamina, resultando no envenenamento de seus órgãos internos. Os pais de Tara a sequestraram apenas para transplantar os órgãos compatíveis para a mãe de Tara. Devido à falta de medicamentos e instalações, Tara estará consciente enquanto seu coração é removido. Um apagão impede o procedimento e os homens de Raylan são emboscados por Norman, que explora a escuridão para matá-los um por um. Norman mata o cirurgião e uma bala perdida mata a mãe de Tara. Norman arranca os olhos de Raylan e o deixa para morrer.
Um Norman gravemente ferido confirma a Tara que seu pai estava falando a verdade. Ele confessa seus crimes, incluindo assassinato e estupro, e diz a ela para fugir para um lugar seguro. Raylan aparece e esfaqueia Norman, apenas para ser mortalmente esfaqueado por Tara. Tara tenta ajudar Norman, alegando que ela pode salvá-lo, ao que ele responde: "Você já o fez", antes de sucumbir aos ferimentos. Tara sai e vai para um orfanato que ela viu antes. Ela se aproxima de um grupo de crianças brincando e se apresenta como Phoenix.
Em uma cena pós-créditos, o cachorro de Raylan lambe a mão de Norman e os dedos se mexem, indicando a possibilidade de estar vivo.

## Elenco
- Stephen Lang como Norman Nordstrom / "O Homem Cego",  um veterano militar cego que se recuperou dos ferimentos no primeiro filme e agora vive em uma casa isolada com sua filha adotiva, Phoenix, a quem ele resgatou de um incêndio em sua casa.
- Brendan Sexton III como Raylan,[6] um líder de gangue que se revela ser o pai biológico de Phoenix.
- Madelyn Grace como Phoenix, filha adotiva de Norman.[7]
- Adam Young como Jim Bob[8]
- Bobby Schofield como Jared[8]
- Rocci Williams como duque[8]
- Christian Zagia como Raul[9]
- Steffan Rhodri como o cirurgião[9]
- Stephanie Arcila como Hernandez,[9] uma ex-  Ranger Americana e amiga de Norman.
- Diaana Babnicova como Billy[9]
- Fiona O'Shaughnessy como a mãe (Josephine)

## Produção
Em novembro de 2016, o escritor Fede Álvarez anunciou que uma sequência de O Homem Nas Trevas estava em andamento e que ele voltaria como diretor. O produtor Sam Raimi chamou isso de "apenas a melhor ideia para uma sequência que eu já ouvi. Não estou brincando. " Em novembro de 2018, Álvarez discutiu as sequências de O Homem Nas Trevas e Evil Dead, dizendo: "São apenas ideias agora. Nada a anunciar oficialmente. Temos um script para O Homem Nas Trevas 2 . Essa é a única diferença. Não temos um roteiro para Evil Dead 2 . Mas temos um script para  O Homem Nas Trevas 2 que escrevemos. " Ele também disse: "Quando eu tuíte isso, fiquei interessado em ver o que as pessoas preferem. Estávamos tendo alguns debates internos sobre o que mais interessaria às pessoas. Infelizmente, Evil Dead 2 venceu. Acho que teria preferido  O Homem Nas Trevas 2 para ganhar porque é uma das minhas próprias criações. Obviamente, Evil Dead tem o maior número de seguidores. "
Em janeiro de 2020, Álvarez foi substituído na direção por Rodo Sayagues, co-roteirista dos dois filmes de  O Homem Nas Trevas, estreando na direção. Em uma entrevista de março de 2021, Stephen Lang afirmou que, ao se preparar para reprisar o papel de Norman Nordstrom, ele trabalhou com a  The Northeastern Association for the Blind em Albany, Nova York, para descrever com precisão os maneirismos de alguém que sofre de cegueira.
A fotografia principal começou em 7 de agosto de 2020, em Belgrado, Sérvia, com Pedro Luque servindo como diretor de fotografia, retornando do filme anterior. A produção estava programada para começar em abril de 2020, mas foi adiada devido à pandemia COVID-19 . Em julho de 2020, antes das filmagens, Stephen Lang ficou em quarentena por dez dias após chegar à Sérvia. Lang revelou que a filmagem terminou em 8 de outubro de 2020.  Em março de 2021, a pós-produção do filme estava terminada, segundo Álvarez, que "assistiu não faz muito tempo", chamando-o de "fantástico" e, mais tarde, afirmando que acha que é melhor do que o primeiro filme. Em maio de 2021, foi revelado que a  Roque Baños compôs a trilha sonora de O Homem Nas Trevas 2, tendo voltado do primeiro filme. Durante a pós-produção, Jan Kovac atuou como editor-chefe.

## Lançamento
O Homem Nas Trevas 2 foi lançado nos Estados Unidos em 13 de agosto de 2021 pela Sony Pictures Releasing .

## Recepção

### Bilheteria
Até 29 de Agosto de 2021, O Homem Nas Trevas 2 faturou $24.6 milhões nos Estados Unidos e no Canada, e $10.7 milhões em outros países, com um total de $35.3 milhões no mundo todo.
Nos Estados Unidos e Canadá, O Homem Nas Trevas 2 foi lançado ao lado de Free Guy e Respect, e foi projetado para arrecadar US $ 8-12 milhões em 3.005 cinemas em seu fim de semana de estreia. O filme arrecadou US $ 4,4 milhões no primeiro dia, incluindo US $ 965.000 nas prévias de quinta-feira à noite. Ele estreou com $ 10,6 milhões, terminando em segundo lugar, atrás de Free Guy . O filme arrecadou US $ 5,1 milhões em seu segundo fim de semana (uma queda de 51%), terminando em quarto lugar, depois US $ 2,8 milhões em seu terceiro fim de semana.

### Crítica
No  Rotten Tomatoes, o filme tem uma taxa de aprovação de 40% com base em 58 resenhas, com uma classificação média de 4,6 / 10. O consenso dos críticos do site diz: "Stephen Lang continua sendo uma presença emocionante e imponente em O Homem Nas Trevas 2, mas a história dessa sequência se esforça para encontrar um caminho sensato para seu personagem".  No Metacritic, o filme tem uma pontuação média ponderada de 46 em 100 com base em 19 críticos, indicando "críticas mistas ou médias". O público entrevistado pelo CinemaScore deu ao filme uma nota média de "B" em uma escala de A + a  F, abaixo do "B +" obtido por seu antecessor, enquanto o PostTrak relatou que 73% dos membros do público deram uma nota positiva, com 55% dizendo eles definitivamente o recomendariam.
John DeFore, do The Hollywood Reporter, escreveu: "Onde o primeiro filme ofereceu sustos genuínos, este é, na melhor das hipóteses, cheio de suspense e, na pior, digno de riso, e pedirá aos espectadores que se lembrem de quando Fonzie entrou em esquis aquáticos e tentou não ser comido por um tubarão." Benjamin Lee do The Guardian deu ao filme uma pontuação de 1/5 estrelas, elogiando Lang como "uma presença física efetivamente imponente", mas descreveu o filme como "uma peça de produto imperdoavelmente monótona que nunca deveria ter respirado em primeiro lugar", e disse que os antagonistas foram "tornados o mais caricaturamente horríveis possível", acrescentando: "seu plano final para a garota [é] tão ridiculamente repulsivo que de repente, de forma problemática, Nordstrom parece ser a melhor opção." William Bibbiani de TheWrap elogiou as performances de Lang e Grace, mas descreveu o filme como "um thriller desajeitado de invasão de casa", acrescentando: "parece mais que os cineastas queriam purgar a  maldade de sua criação do que contar uma história sobre essa maldade que faça sentido."
Jesse Hassenger do The AV Club foi mais positivo em sua crítica do filme, dando-lhe uma nota B +. Ele escreveu: " O Homem Nas Trevas 2 é mais eficaz - talvez até um pouco maliciosamente enganador - em sua tentativa de reabilitação do vilão quando se atém a gestos menores, como a afinidade já estabelecida de Norman por ajudantes caninos fofinhos." Christy Lemire, escrevendo para RogerEbert.com, deu ao filme uma pontuação de 2,5 / 4 estrelas, elogiando o desempenho e a escrita de Lang: "o feito mais ousado de todos em" O Homem Nas Trevas 2 "é sua tentativa de reabilitar completamente Norman. É admirável e até incomum que um filme de estúdio ofereça tamanha ambiguidade moral em seu herói de terror - e isso é definitivamente o que ele é aqui, comparativamente - mas a causa de seu tormento perdura até o fim. "